# Coryphodon
Coryphodon (từ κορῦφὴ tiếng Hy Lạp, "nhọn", và ὀδοὺς, "răng", nghĩa là dải răng, đề cập đến "sự phát triển của các góc của các dải răng thành các điểm [răng hàm trên].") là một chi động vật có vú đã tuyệt chủng.
Coryphodon là một pantodonta, một thành viên của nhóm của nhóm động vật có vú gặm cỏ lớn đầu tiên trên thế giới. Chúng đã di cư qua tại khu vực nay nằm ở phía bắc Bắc Mỹ, thay thế Barylambda, một pantodont trước đó. Chúng được coi là tổ tiên của chi Hypercoryphodon của Trung Eocen Mông Cổ.
Coryphodon được biết đến từ rất nhiều mẫu vật ở Bắc Mỹ và ít hơn đáng kể ở châu Âu, Mông Cổ và Trung Quốc. Nó là một loài coryphodontidae kích thước vừa và nhỏ so với các loài khác trong họ..